# Madonna Falls
Die Madonna Falls sind ein kleiner Wasserfall auf der Nordinsel Neuseelands. Er liegt am New Zealand State Highway 4 rund 20 Autominuten südlich von Te Kūiti in der Region Waikato. Seine Fallhöhe beträgt etwa 3 Meter.
Einer Legende nach soll einem Jungen im Wasserfall die Gottesmutter Maria erschienen sein. Seither wird dem Wasser eine wundertätige Wirkung zugesprochen.